# Murray Bridge
Murray Bridge är en ort i Australien. Den ligger i kommunen Murray Bridge och delstaten South Australia, omkring 65 kilometer öster om delstatshuvudstaden Adelaide.
Murray Bridge är det största samhället i trakten. 
Trakten runt Murray Bridge består till största delen av jordbruksmark. Runt Murray Bridge är det glesbefolkat, med 10 invånare per kvadratkilometer. Genomsnittlig årsnederbörd är 513 millimeter. Den regnigaste månaden är juni, med i genomsnitt 86 mm nederbörd, och den torraste är december, med 16 mm nederbörd.